# 달리는 라디오 (대전)
김윤경의 달리는 라디오는 TBN 대전교통방송(대전·세종·충청 FM 102.9MHz)에서 평일 저녁 6시 5분부터 저녁 7시 55분까지 방송되는 대전과 세종 충청권 지역의 퇴근길 라디오 프로그램이다.

## 매일코너
- Everybody 출석 췤! - 퇴근길 출석체크! 여러분의 출석 문자를 빠짐없이 소개해드려요~!
- 누구냐 넌! - 그 때 그 시절을 떠올려보는 추억의 연예인 퀴~즈
- 퀴즈 오락관 - "힌트송"과 함께 다양한 종류의 퀴즈를 신나게 풀어보는 시간!
- 남달라 이야기 - 달리는 라디오! 달라에서 매일 다른 주제의 남다른 이야기가 펼쳐집니다 (안전/일반상식/미담/과학상식)

## 요일 코너

### 월요일
- 뭐여? 그게 참말이여? : 참말인지 믿기 힘든 뉴스를 생생한 콩트로 전해드려유~
- 체육덮밥 : (스포츠캐스터 강태섭) : 다양한 스포츠 소식으로 청취자의 귀를 덮어드리는 시간

### 화요일
- 뭐여? 그게 참말이여? : 참말인지 믿기 힘든 뉴스를 생생한 콩트로 전해드려유~
- 재난탈출 : (우승엽 생존21 도시재난연구소장) : 안전사고와 재난재해 대비 방법

### 수요일
- 히든송 혹은 히트송 : 명곡의 숨겨진 사실이나 유명가수의 숨겨진 좋은 곡들을 알아보고, 관련 명곡까지 들어보는 시간
- 오토기네스 : (칼럼니스트 박재용) : 자동차의 특별한 기록들에 대해 소개하는 시간

### 목요일
- 놀거리 투성이 : (오지윤 리포터) : 우리 지역 축제나 행사, 공연 등을 소개하는 시간
- 언니가 쏜다 : 장르에 상관없이 이 시간만큼은 윤경 언니가 신청곡 쏜다~ 빵야빵야~

### 금요일
- 생과 사의 급커브 : 안전운전 절.대.지.켜! AI가 전하는 실제 부주의운전 사고 사례를 듣고, 전문가의 사고분석 및 솔루션까지!
- 무비말고 영화 : (영화감독 이수지) : 재미있는 영화와 관련한 가벼운 얘기